# Hôtel de Chapelaines
L'Hôtel de Chapelaines est un hôtel particulier du XVIe siècle situé à Troyes, en France. Il est en partie inscrit au monument historique depuis 1926.

## Localisation
Il est situé au 55 de la rue Turenne, dans la commune de Troyes, dans le département français de l'Aube.

## Historique

### Le terrain
Avant la construction de ce bâtiment, le terrain est occupé depuis le XIIIe siècle par des bouchers, des teinturiers et des drapiers et appartient pour partie à l'abbaye de Clairvaux, et pour partie à l'abbaye Notre-Dame des Prés. Un égout, longeant le mur du futur hôtel, en marque la limite sud. Il semble qu'il y ait eu à cet emplacement un bâtiment dit « maison de Clairvaux » dès la fin du XIIe siècle, situé sur le côté Est de la rue de Croncels - voie menant vers le bourg de Croncels à l'extérieur des murs de la ville. La porte de Croncels (une des portes de la ville) se trouvait à une centaine de mètres au sud du futur hôtel.
En 1470, l'abbaye de Clairvaux loue par bail emphytéotique les terrains lui appartenant à Pierre Largentier, teinturier de draps faisant partie de la noblesse marchande, et à sa femme Gilette Festuot. Trois ans après, en 1473, Pierre Largentier et sa femme prennent également à bail emphytéotique de l'abbaye de Notre-Dame des Prés un terrain avec un jardin et une maison dont la façade donnait sur la rue du Gros-Raisin. La location de ces biens passe en 1487 au fils du couple, Nicolas Largentier (II), également teinturier de draps, et à sa femme Babelette (Élisabeth) Le Tartier.

### L'hôtel des Largentier
Survient le grand incendie de Troyes en 1524, à la suite de quoi les baux consentis par les deux abbayes sont convertis en une vente à titre perpétuel. Nicolas Largentier (II) fait alors construire l'hôtel en pierre au no 9 de la rue Turenne. 

En 1535 cet hôtel est appelé « Grand hôtel de Clairvaux »  et son propriétaire est Nicolas Largentier (V), petit-fils du précédent et époux de Simonette Maillet. Il prend vis-à-vis de l'abbaye de Clairvaux l'engagement de parachever les travaux, « si parachevez ne sont ». Le gros œuvre est vraisemblablement terminé l'année suivante, 1536.
À la mort de Nicolas Largentier (V) et de sa femme, la propriété passe à l'un de leurs enfants, Nicolas Largentier (VI) (†1610) et sa femme Marie Le Mairat (†1628). C'est l'époque des guerres de religion, et il quitte femme, commerce et maison pour se mettre au service du roi Henri IV en combattant la Ligue. Pendant son absence, la maison est pillée en 1586 par les corps de métiers ameutés contre les commissaires chargés de lever un impôt sur les métiers, ; mais après la fin des hostilités, le roi le dédommage avec un don de 20 000 livres en assignations,,. Il  devient seigneur de Vaucemin, baron de Chapelaines, seigneur de Vassimont et Haussimont, de Vaurefroy, de Lenharée en partie, de Vauchassis et Thennelières en partie, etc., vicomte de Neufchâtel-sur-Aisne, seigneur de Ternon et de Léguillon. Il devient seul adjudicataire des fermes de France et s'en enrichit considérablement.
Il achète en 1597 de Catherine de Clèves, duchesse de Guise, la terre de Chapelaines à Vassimont dans la Marne, et y fait construire un vaste château. À cette époque, la maison de la rue de Turenne prend le nom de Chapelaines.

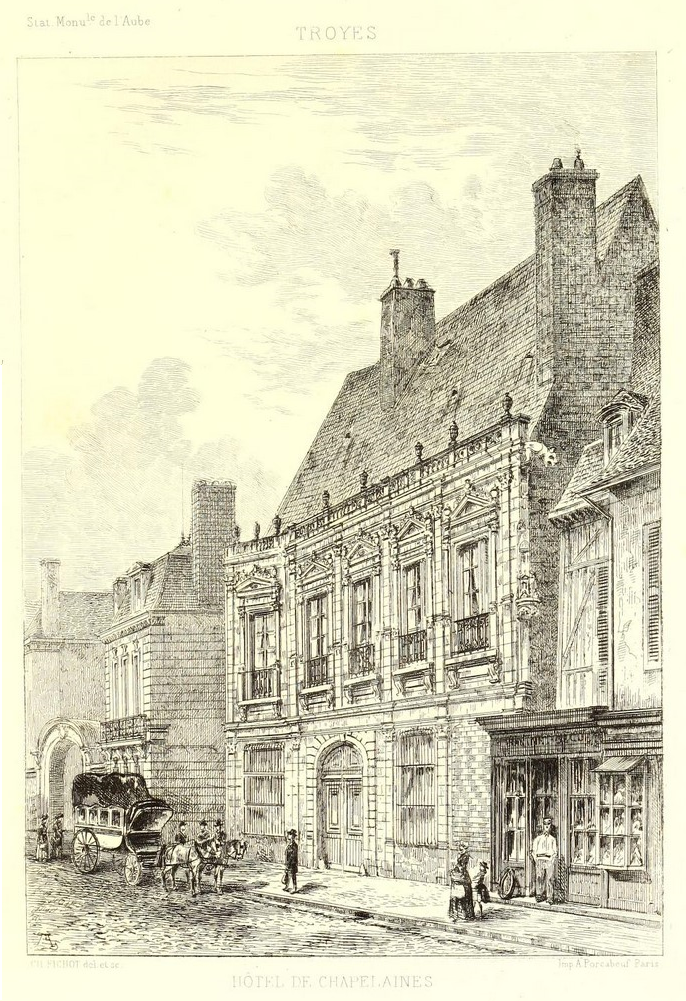
L'hôtel en 1889,
par Charles Fichot.

### Après les Largentier
À la mort de Marie Le Mairat en 1628, l'hôtel passe à l'un de leurs fils, Louis Largentier (1581-1639), qui dissipe toute sa fortune dans des recherches d'alchimie - y compris de faire exploser le château de Chapelaine. À sa mort en 1639, l'hôtel de la rue de Turenne est saisi à la requête des créanciers et vendu pour 14 300 francs à Louis de la Fertey, achetant pour le compte de l'épicier de Troyes Sorel (on notera, cependant, que le 16 juillet 1642, c'est bien Louis Largentier, en tant que "légataire universel" de feu Nocolas Largentier et de Marie Le Mairat, ses père et mère, qui vend l'hôtel particulier des Chapelaines à Paris, sis rue Beaubourg). A terme, il arrive par héritage à sa nièce Edmée Denise, femme de Louis de La Fertey. Pendant son veuvage elle le vend à M. Rapault, mais François Camusat de Riancey exerce son droit de retrait lignager et l'achète le 31 juillet 1697. Cette maison passe ensuite à ses héritiers Jean Camusat de Riancey et Marie-Claude Camusat, femme de François-Joseph de Loynes de la Potinière (1704-1762), auditeur des comptes à Paris.
En 1774, Marie-Claude Camusat est veuve et habite l'hôtel, qui est alors connu sous le nom d'hôtel de Loynes. Sa fille - ou sa petite-fille -, Élisabeth-Louise de Loynes, épouse de Victor Paillot, maire de Troyes (1800-1803) et député de l'Aube (1815-1820), hérite de l'hôtel. Elle y accueille l'empereur d'Autriche le 8 février 1814. L'hôtel passe ensuite à son fils, Jacques-Eugène Paillot-Lemuet (†1860), secrétaire général de la préfecture de l'Aube. Lors de la transformation de la grande pièce principale en appartements, dès avant 1853, la cheminée est déménagée au musée Saint-Loup, dans la section Arts décoratifs (sculpture, 1re salle).
En 1889 l'hôtel appartient à la descendance de Jacques-Eugène Paillot.

## Visiteurs célèbres
Le roi Louis XIII, en chemin vers le Dauphiné pour y secourir le duc Charles Ier de Mantoue (guerre de succession de Mantoue), y est reçu le 23 janvier 1629 par Louis Largentier et sa femme Marguerite d'Aloigny. Il y reste jusqu'au 26 janvier. Son choix de logis est un choix politique : Louis Largentier est son bailli et le roi réaffirme ainsi la préséance de son officier sur les autres corps de la ville.
L'empereur François Ier d'Autriche y loge le 8 février 1814, pendant l'invasion de la France (fin décembre 1813 à avril 1814) par la sixième coalition contre Napoléon. Dans cette maison de Troyes, l'empereur d'Autriche (beau-père de Napoléon depuis 1810 par sa fille Marie-Louise) tient une conférence avec le roi de Prusse Frédéric Guillaume III et le tsar Alexandre 1er de Russie ; tous trois décident de ne plus traiter avec Napoléon.

## Architecture
La façade possède de nombreuses fenêtres sculptées et une balustrade de style Renaissance. Morel-Payen en donne une description succincte :

« La façade, construite en ligne brisée, est divisée en cinq parties par des pilastres, dont les intervalles à l'étage sont remplis par des fenêtres. Celles-ci sont accompagnées de colonnettes portant des frontons triangulaires surmontés de vases. Sur le couronnement, court une balustrade divisée par des piédestaux portant des vases cannelés et couverts. A l'angle sud-ouest, à la hauteur du premier étage, se voit une niche Renaissance avec cul-de-lampe et clocheton sculpté à jour.

Du même côté, à la hauteur des combles, deux énormes gargouilles à tête monstrueuse. Au rez-de-chaussée, la porte est flanquée de deux
pilastres.

A gauche, une fenêtre grillée ; la partie droite, où il y en avait deux, a été aménagée en maison de commerce ; l'une des deux fenêtres a été transformée en porte. »

— Morel-Payen 1929, p. 77
Fichot donne une description plus détaillée, y compris de la belle cheminée datant de 1541.

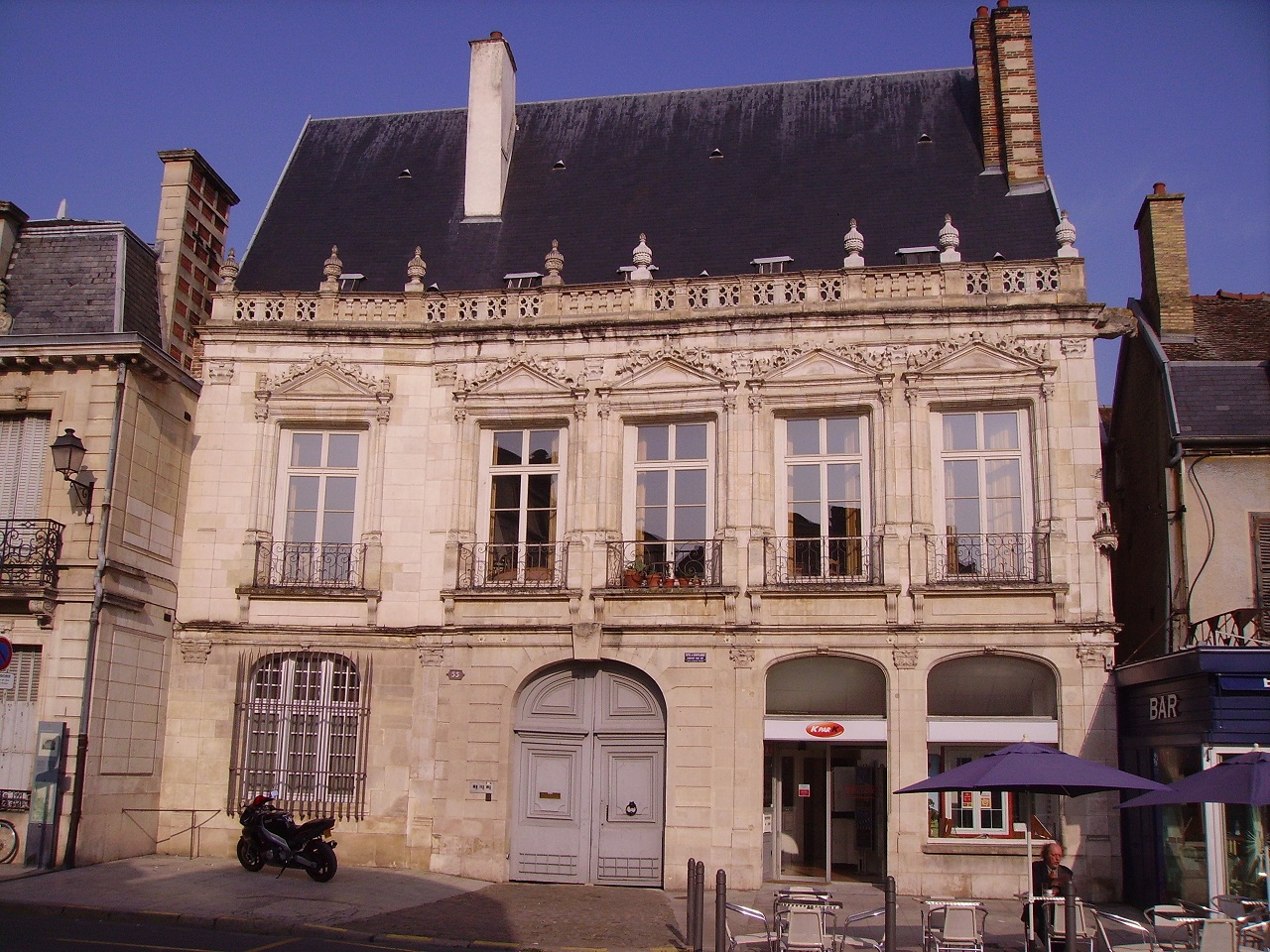
Façade.
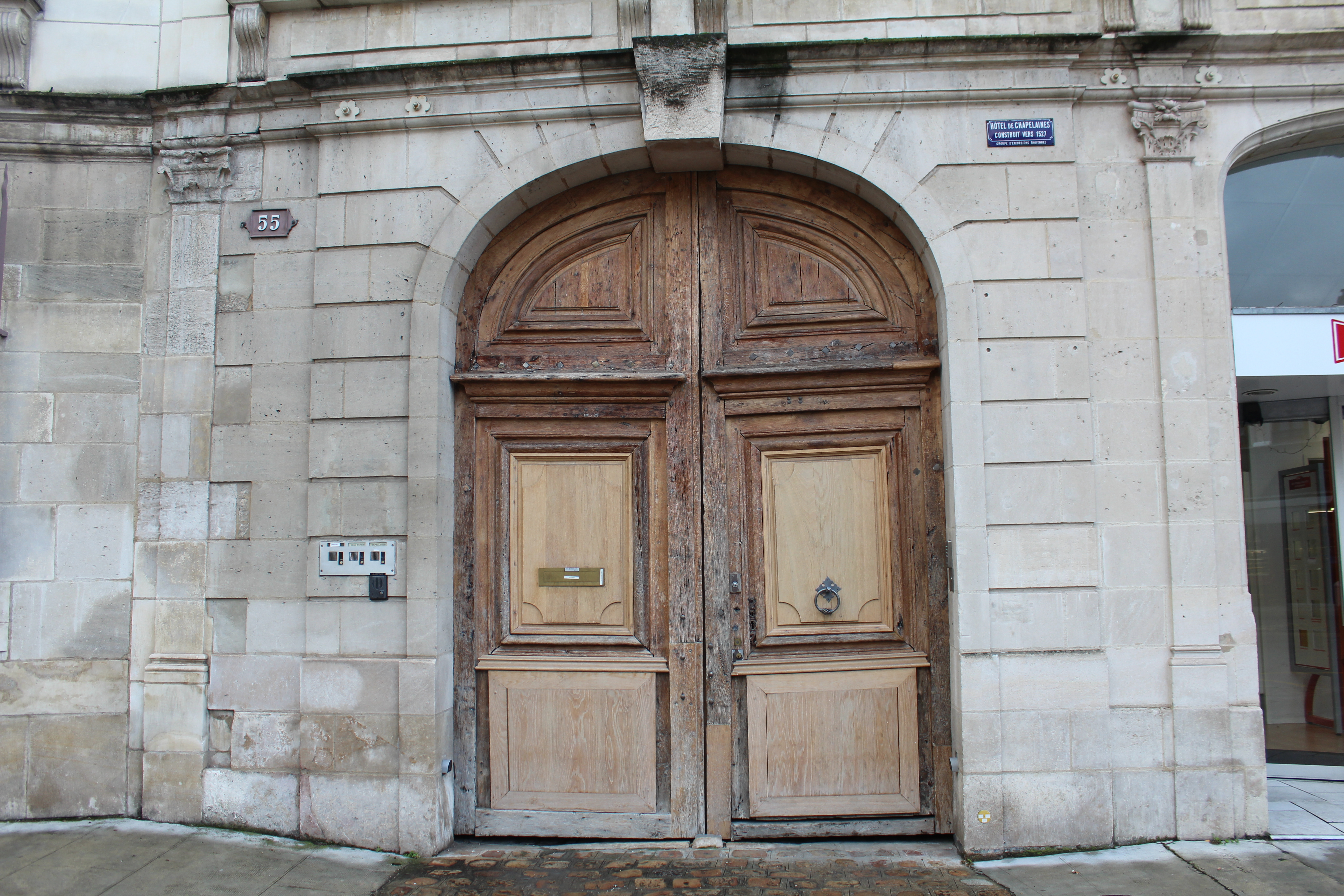
Portail.
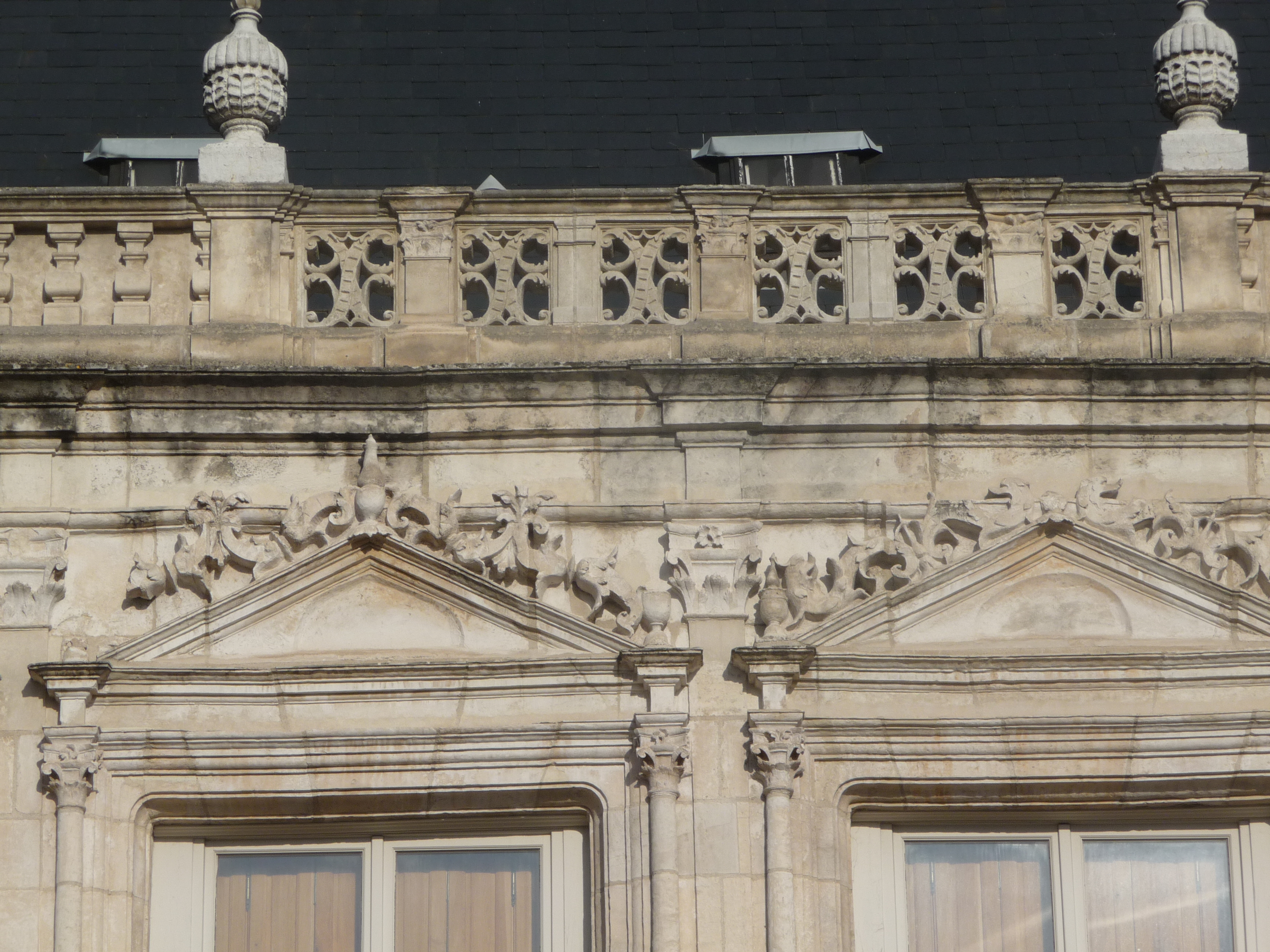
Détail du balustre.
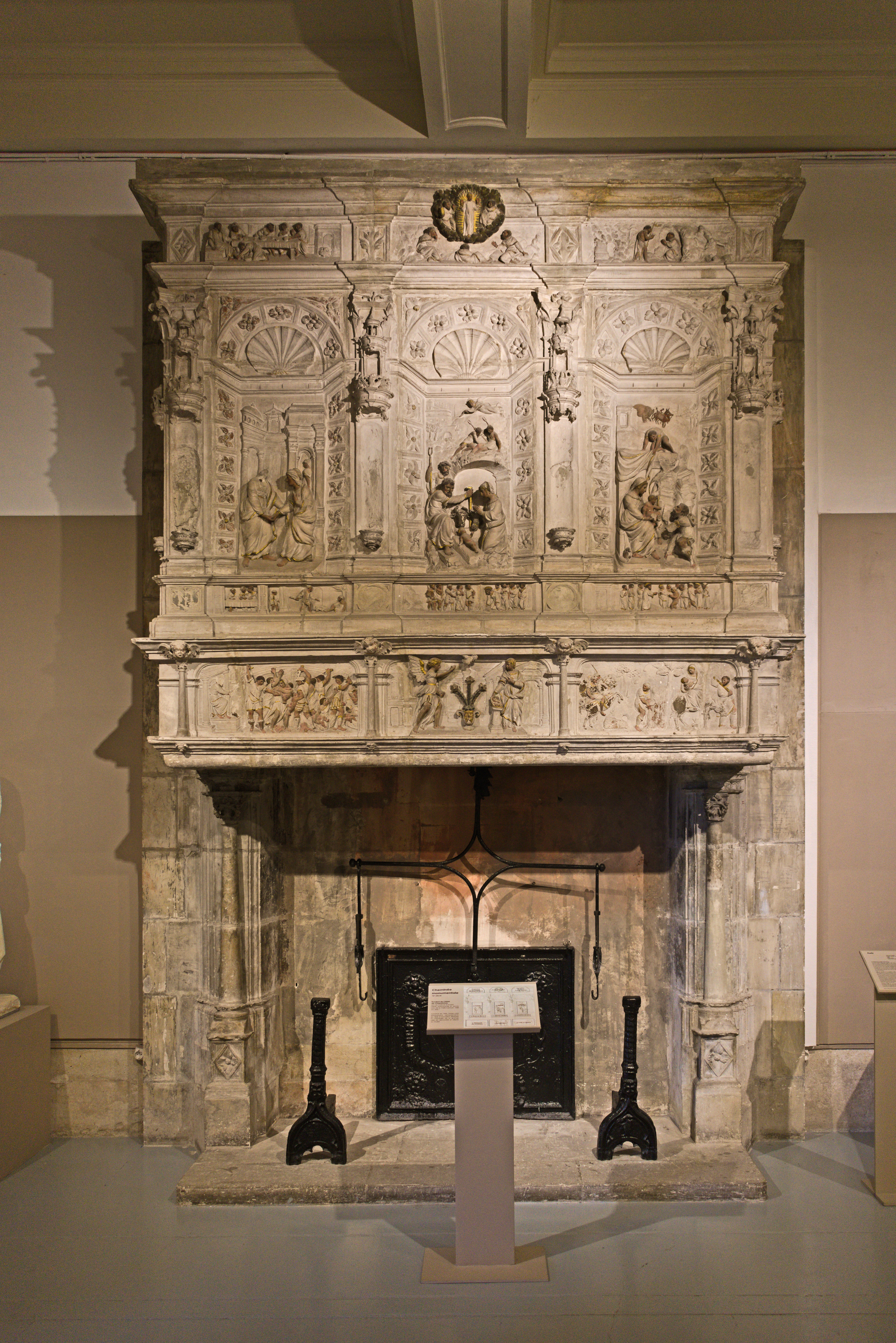
Cheminée du premier étage.

## Protection
La façade sur rue et la couverture sont inscrites monuments historiques depuis le 16 juin 1926.